# Confessions d'un Thug (roman)
Confessions d'un Thug est un roman anglais écrit par Philipp Meadows Taylor en 1839 basé sur le culte des Thugs dans les provinces d'Inde britannique ,. Ce livre fut un best-seller dans l'Angleterre du XIXe siècle, devenant la fiction ethnographique la plus sensationnelle de l'Empire britannique durant la première moitié du XIXe siècle. Parmi ses lecteurs les plus férus, figurait la reine Victoria elle-même . S'étant classé parmi les romans policiers les plus vendus au XIXe siècle, cette œuvre figure parmi les ouvrages ayant le plus influencé l'opinion quant au sort de l'Inde avant l'avènement du livre Kim de Rudyard Kipling paru en 1901 . La popularité du roman a établi le terme « thug » dans la langue anglaise .

## Intrigue
L'intrigue tourne autour du protagoniste de fiction et anti-héros dénommé Ameer Ali . Ce livre est le récit d'un crime et d'une vengeance se déroulant en Inde entre la fin du XVIIIème et 1832. L'histoire révèle les pratiques des Thugs, ou les abuseurs comme on les appelle encore, qui détroussaient et assassinaient les voyageurs. Cet ouvrage fut publié en 1839 à l'origine et réimprimé en 1873.

## Personnages
- Ameer Ali : héros principal du roman, pashtoune, il a été adopté et élevé par un thug. Après être devenu un éminent jemadar, il part avec son père pour Jalaun et gagne la confiance du raja local
- l'Anglais : interlocuteur d'Ameer Ali, il représente Philipp Meadows Taylor. Ses entretiens avec Ameer Ali fournissent un cadre à la narration du roman. L'Anglais décrit l'apparence physique d'Ameer Ali pendant son emprisonnement et exprime, occasionnellement, son indignation et autres critiques tout au long du récit
- Ismail : père adoptif d'Ameer Ali, c'est un thug respecté de haut rang. Sans enfant, il adopte Ameer Ali. Dans la première partie du roman, il vit avec sa famille dans un petit village près de Nagpur
- Bhudrinath : thug hindou et confrère d'Ameer Ali, c'est un expert en cérémonies religieuses du culte thug
- Peer Kahn : thug musulman, c'est un autre allié proche d'Ameer Ali. Il quitte les thugs pour devenir fakir
- Ganesha : thug éminent de la génération d'Ismail, il est l'adversaire d'Ameer Ali dans toute la seconde moitié du roman
- Cheetoo : important leader des expéditions pindarî. Ameer Ami et plusieurs autres thugs vont le rejoindre et devenir mercenaires

## Caractère historique
Ameer Ali, le protagoniste de Confessions d'un thug, est un condensé de plusieurs vies de thugs parmi celles de Feringhea, Ameer Alee et Aman Subahdar. Feringhea était un jamadar ou un capitaine qui avait mené bon nombre d'expéditions avant de devenir un prolifique informateur des Anglais . L'historique Ameer Ali, qui avait fourni les caractéristiques principales du personnage, était un thug de faible rang mentionné seulement deux fois par Sleeman dans l'œuvre définitive . Finalement, Aman Subahdar était décrit par William Henry Sleeman comme le  « principal thug de son époque » qui, hélas, disparut avant que les événements du roman se produisent . Il semblerait que Feringhea et Aman Subahdar aient été cousins mais dans le roman n'en fait aucune  mention.

## Adaptation cinématographique
Un film de Bollywood du nom de Thugs of Hindostan, basé sur le roman, est  en cours de préparation. Amitabh Bachchan, Aamir Khan, Katrina Kaif et Fatima Sana Shaik sont les principaux interprètes du film dirigé par Vijay Krishna Acharya et produit par Aditya Chopra sous le label de Yash Raj Films. Le personnage d'Ameer Ali est interprété par Aamir Khan . Le tournage a commencé à Malte, en juin 2017. La sortie du film est prévue pendant la fête de Diwali en 2018. Arijit Singh interprétera le titre générique du film composé par Ajay-Atul. D'après les rumeurs, Hrithik  Roshan et Rajkumar Rao y apparaîtraient également dans des rôles importants.

## Voir également
- Thug
- Thug Behram